# سرای گلشن (کرمان)
سرای گلشن کرمان مربوط به دوره صفويه است. این سرا در حدفاصل بازار اختیاری و بازار کفاش‌ها (كلاه مالهاي سابق) و در شرق مدرسه گنجعلی خان واقع شده است. این اثر در تاریخ ۲۵ اردیبهشت ۱۳۸۰ با شمارهٔ ثبت ۳۸۶۰ به‌عنوان یکی از آثار ملی ایران به ثبت رسیده است.
دو طبقه دارد که طبقه همکف ۵۰ حجره و طبقه اول ۳۷ حجره دارد.
سرای گلشن در قرن یازدهم هجری قمری و در دوره صفويه از درآمد موقوفه گنجعلی خان و با کوشش عبدالباقی تاجر کاشانی ساخته شد.

## نگارخانه

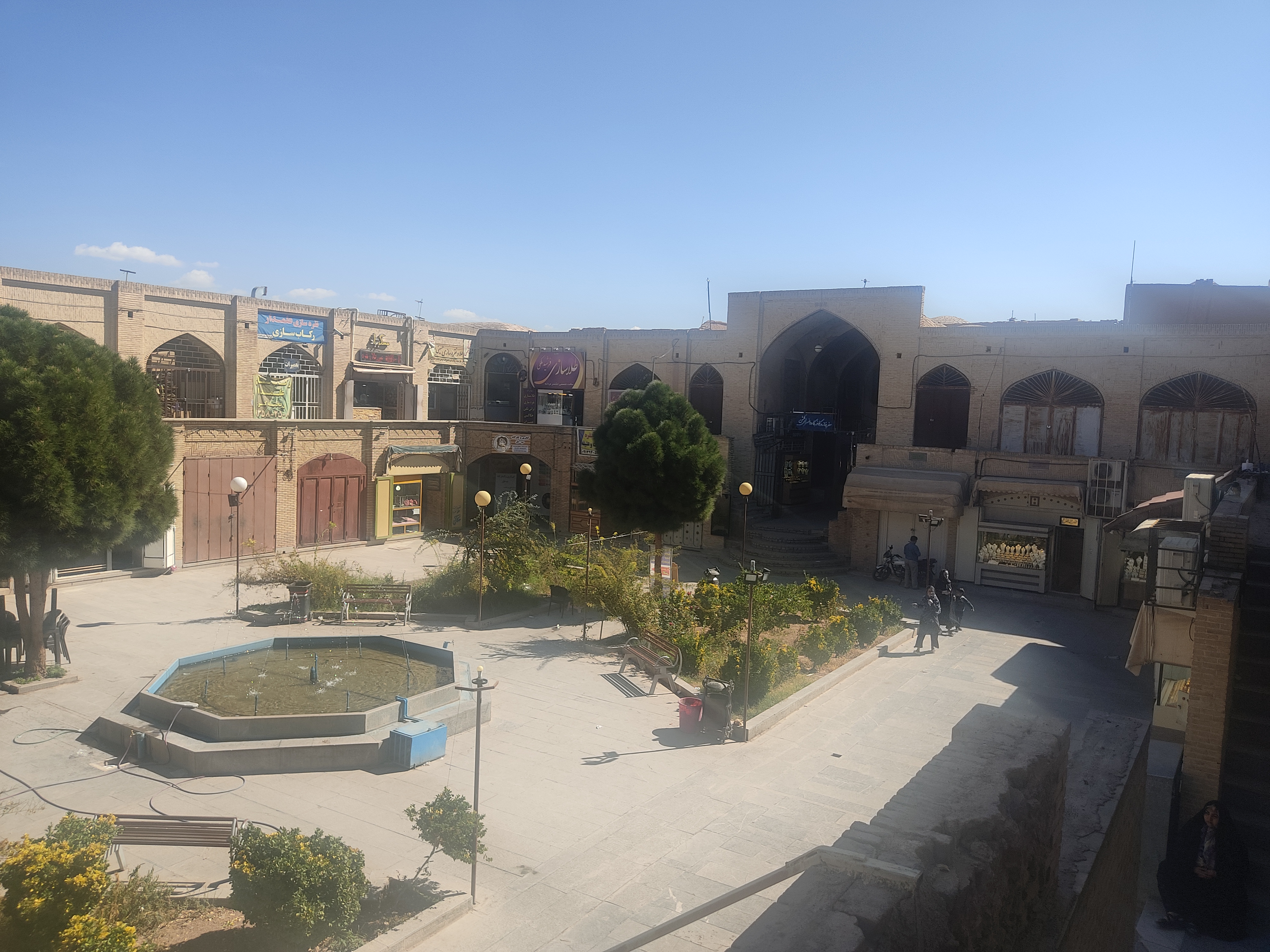
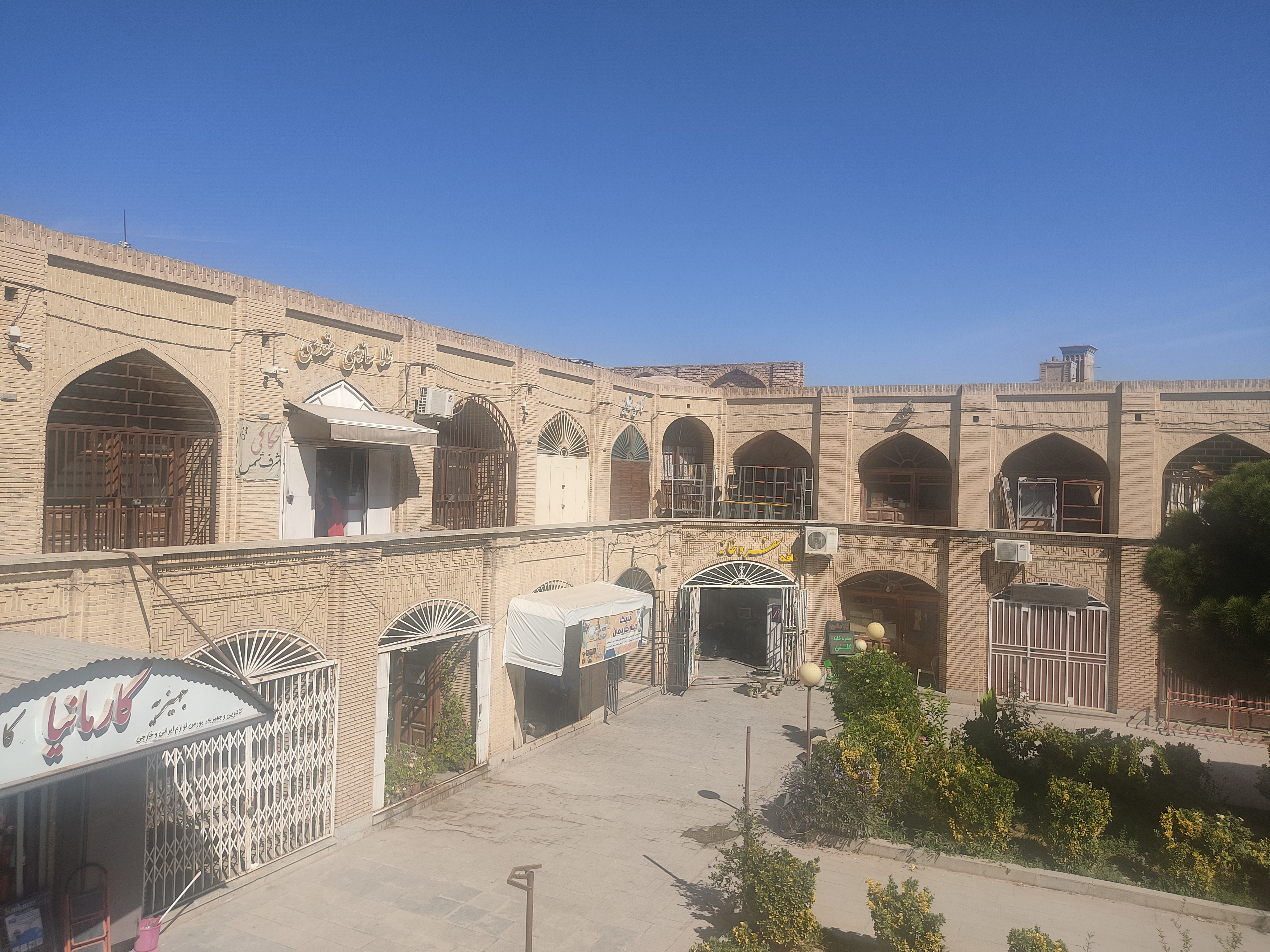
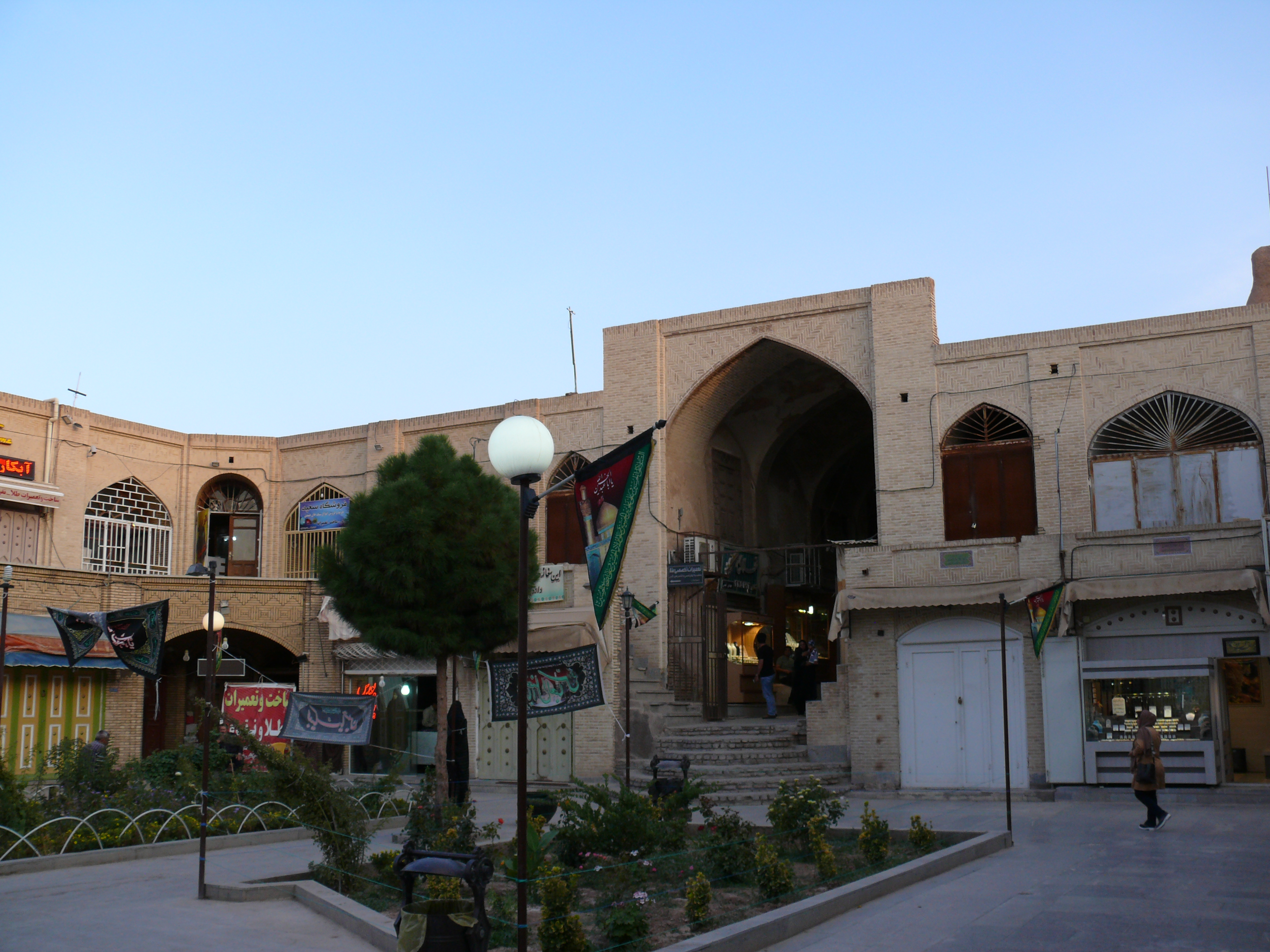
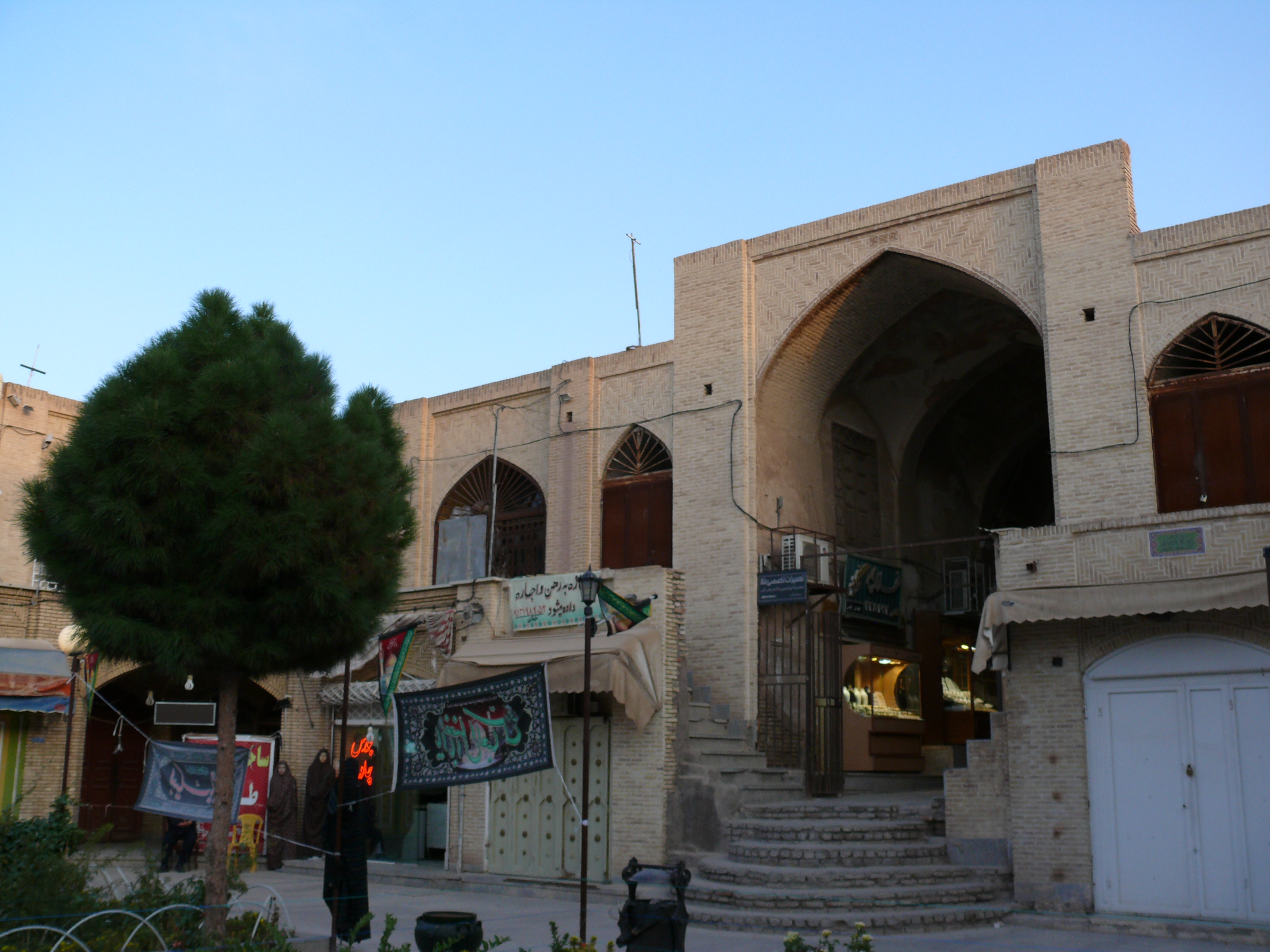
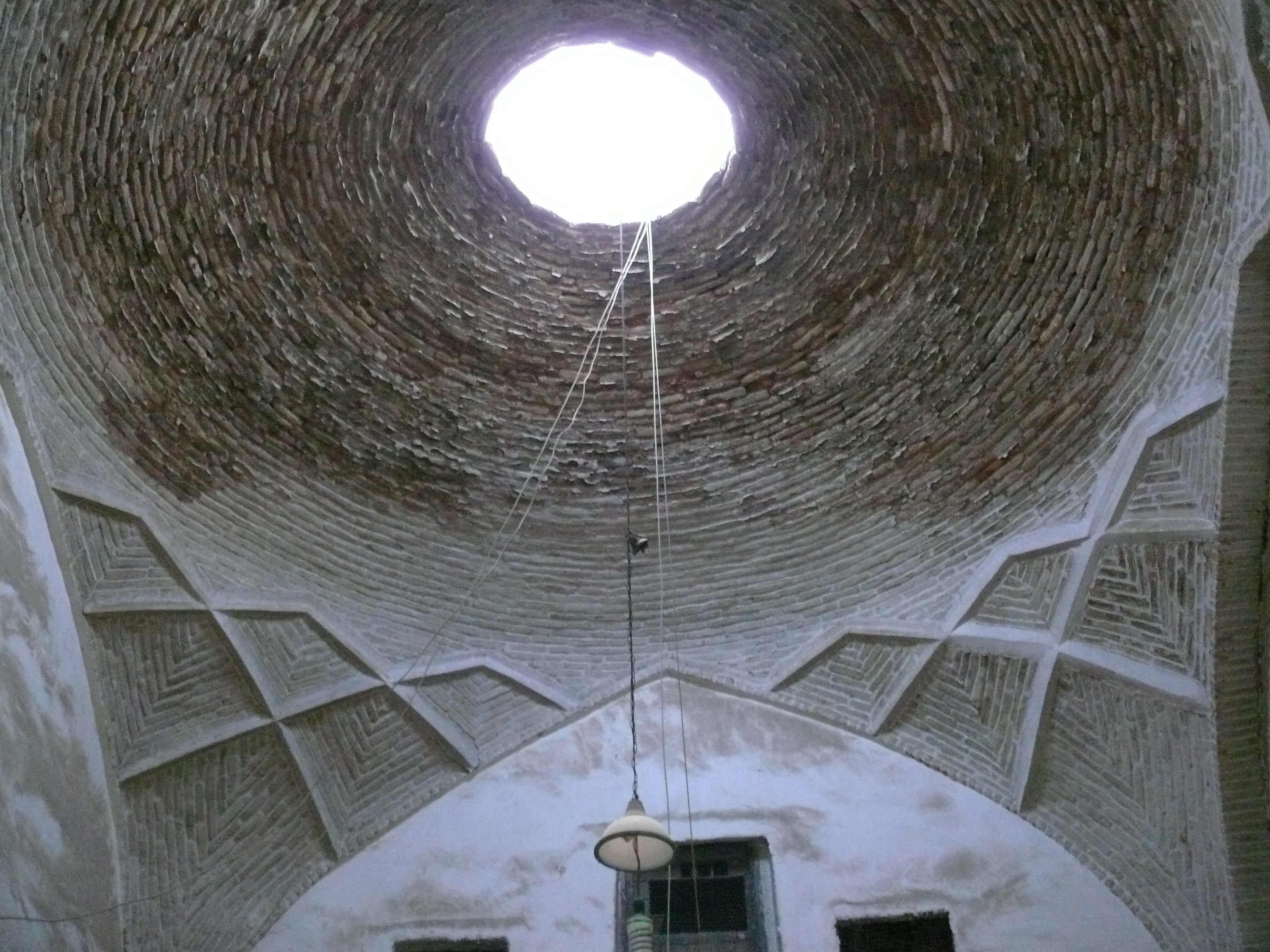